# Paphiopedilum kolopakingii
Paphiopedilum kolopakingii es una especie  de la familia de las orquídeas. Es un endemismo de  Borneo.

## Descripción
Es una orquídea de tamaño grande, que prefiere clima cálido, con hábito terrestre. Tiene 8 a 10 hojas en forma de cintas, obtusas y claras.  Florece en la primavera en una inflorescencia robusta y arqueada de 40 a 70 cm de largo, con 6 a 14 flores densamente pubescentes,  con brácteas elíptico-lanceoladas, acuminadas, de color púrpura con rayas. Esto especie tiene la distinción de tener la mayor cantidad de flores que se abren a la vez en el género.

## Distribución y hábitat
Se encuentra en el Kalimantan central de Borneo en laderas empinadas y en colinas menores en bosques montanos agrupadas entre las rocas más escarpadas y gargantas de los ríos en altitudes de 600 a 1100 metros.

## Taxonomía
Paphiopedilum kolopakingii fue descrita por Fowlie y publicado en Orchid Digest 48(1): 41. 1984.
Etimología
El nombre del género viene de « Cypris», Venus, y de "pedilon" = "zapato" ó "zapatilla" en referencia a su labelo inflado en forma de zapatilla.
kolopakingii; epíteto otorgado en honor de A. Kolopaking.
Sinonimia
- Paphiopedilum kolopakingii f. katherinae Koop.
- Paphiopedilum topperi Braem & H.Mohr[4][5][1]